# Artega Automobile Gmbh
Artega Automobile Gmbh — немецкая автомобильная компания, существовавшая с 2006 по 2012 год.

## История
Несмотря на своё короткое пребывание на рынке, всего 6 лет, и заявление о банкротстве, поданное в 2012 году, «Artega Automobile Gmbh» оставила после себя массу ноу-хау и передовых технологий, интересных современным автопроизводителям. Идеи были выкуплены корпорацией Volkswagen, на их платформе конструируют образцы автомобилей, которые планируют представить на рынке в 2016 году.

## Деятельность
За время своего существования компания «Artega Automobile Gmbh» создала всего одну модель автомобиля, получившую название Artega GT. Её представили на суд публики в 2006 году, на Женевском автосалоне. Планировалось, что, начиная с 1900 года, начнётся серийный выпуск этих машин. Технические характеристики Artega GT (вес — 1100 кг, 6-цилиндровый мотор VR6 ёмкостью 3,6 л и мощностью 300 л. с.) дополнялись уникальным экстерьером от дизайнера Хенрика Фискера, планировавшего долгосрочное сотрудничество с «Artega Automobile Gmbh».
На суд покупателей были представлены следующие модели: спорткар с кузовом купе GT и его гибридная модификация SE мощностью в 380 л. с. Целевой аудиторией данной машины должны были стать состоятельные люди, не жалеющие средств на высокий уровень жизни. Перед масштабным выпуском в автомобиле был обнаружен изъян в виде быстрого износа аккумулятора, в результате чего производство остановили.
Обе модификации должны были разгоняться до 100 км/ч за 5 секунд. Электромотор увеличил вес машины, сделав его тяжелее более чем на 300 кг, подняв при этом мощность автомобиля на 70 л. с. Машина могла проехать без подзарядки порядка 300 км. Стоили эти автомобили от 70 до 79 тыс. евро, в зависимости от типа двигателя.
В Artega взяли заказ на производство этих авто и оформили предоплату. По невнятным причинам совет директоров отказался выпускать автомобиль, деньги были возвращены инвесторам, а компания объявлена банкротом.